# Tertry
Tertry est une commune française située dans le département de la Somme, en région Hauts-de-France.

## Géographie

### Localisation

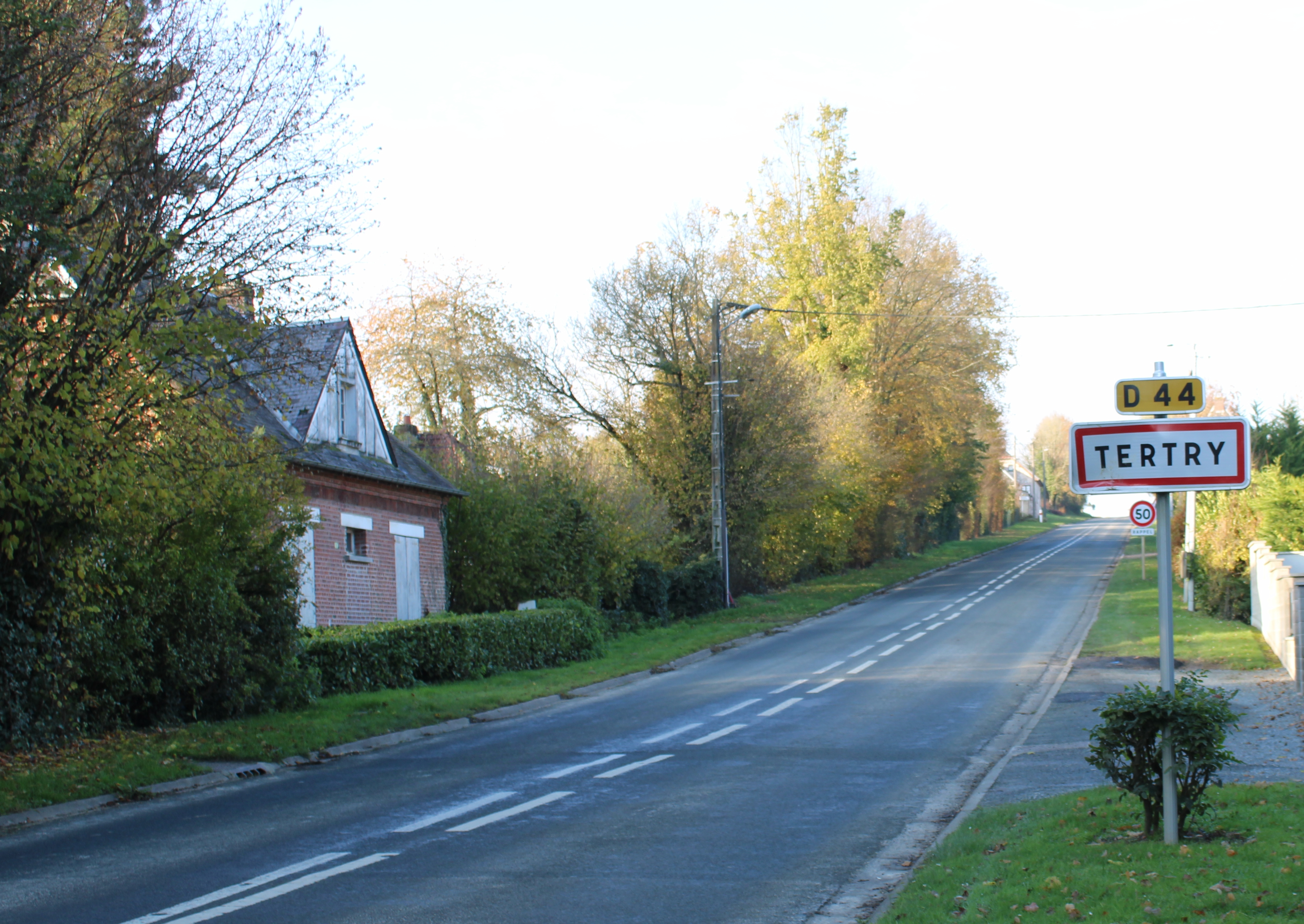
Entrée du village.

Tertry est un village picard du Santerre situé dans la vallée de l'Omignon, limité au nord par l'ex-RN 29 (actuelle RD 1029), et, au sud, par l'autoroute A29.
Il est situé à l'extrémité est du département de la Somme, proche de celui de l'Aisne.

#### Communes limitrophes
| Estrées-Mons   | Vraignes-en-Vermandois |                                |
| Monchy-Lagache | Tertry                 | Caulaincourt (Aisne)           |
|                | Lanchy (Aisne)         | Beauvois-en-Vermandois (Aisne) |

### Nature du sol et du sous-sol
Le sol de la commune est argileux et crayeux, tourbeux près de la rivière.

### Relief, paysage, végétation
Le paysage de la commune correspond à celui d'une vallée dont le relief est assez prononcé. L'altitude de la commune culmine à 94  mètres.

### Hydrographie

#### Réseau hydrographique
La commune est située dans le bassin Artois-Picardie. Elle est drainée par l'Omignon et la rivière l'Omignon,.
L'Omignon, d'une longueur de 32 km, prend sa source dans la commune de Bellenglise et se jette  dans la Somme à Brie, après avoir traversé 16 communes.

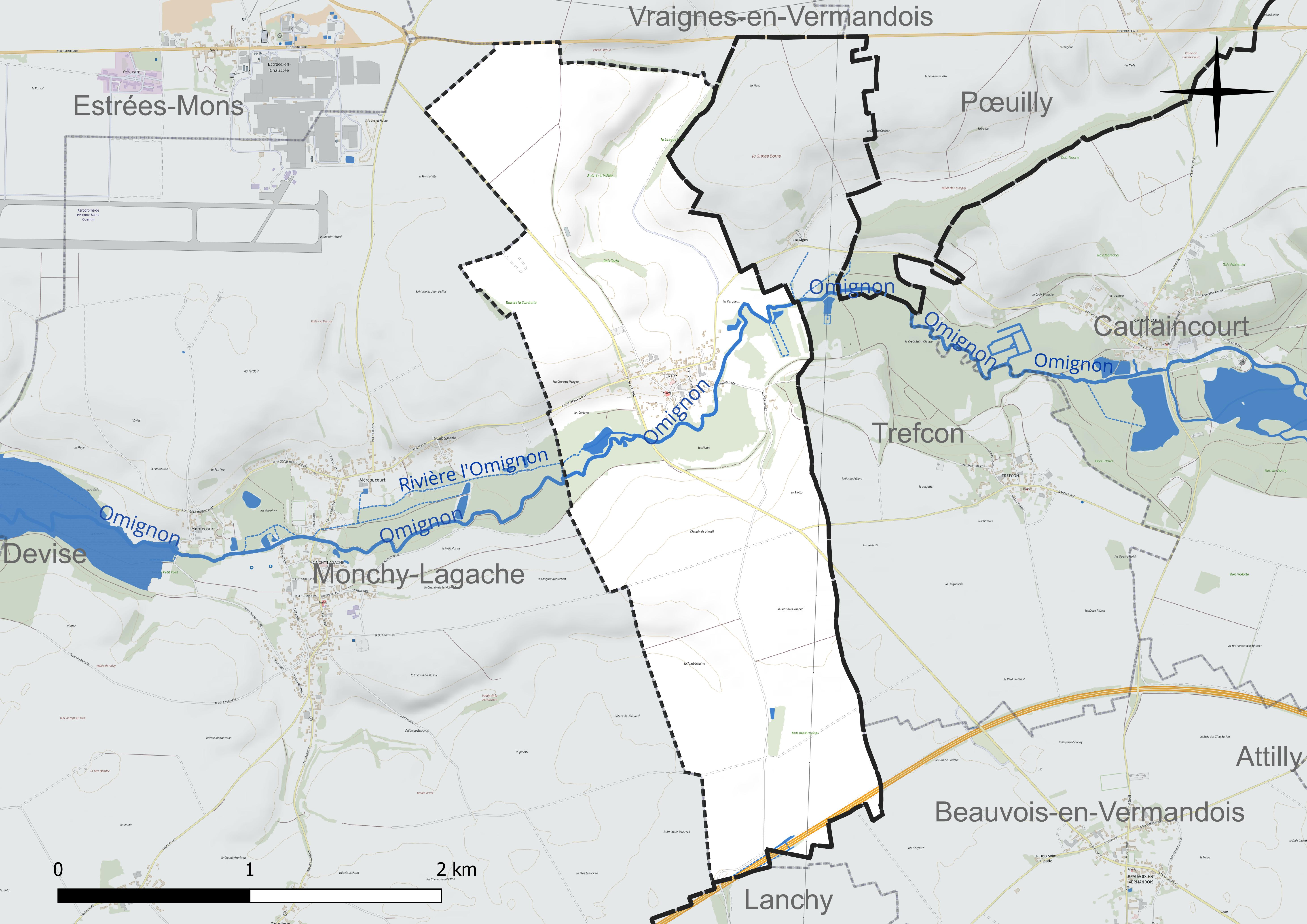
Réseau hydrographique de Tertry.

#### Gestion et qualité des eaux
Le territoire communal est couvert par le schéma d'aménagement et de gestion des eaux (SAGE) « Haute Somme ». Ce document de planification concerne un territoire de 1 798 km2 de superficie, délimité par le bassin versant de la Haute Somme est constitué d'un réseau hydrographique complexe de cours d'eau, de marais, d'étangs et de canaux. Le périmètre a été arrêté le 21 avril 2006 et le SAGE proprement dit a été approuvé le 15 juin 2017. La structure porteuse de l'élaboration et de la mise en œuvre est le syndicat mixte d'aménagement hydraulique du bassin versant de la Somme (AMEVA).
La qualité des cours d'eau peut être consultée sur un site dédié géré par les agences de l'eau et l'Agence française pour la biodiversité.

### Climat
Pour des articles plus généraux, voir Climat des Hauts-de-France et Climat de la Somme.
En 2010, le climat de la commune est de type climat océanique dégradé des plaines du Centre et du Nord, selon une étude du CNRS s'appuyant sur une série de données couvrant la période 1971-2000. En 2020, Météo-France publie une typologie des climats de la France métropolitaine dans laquelle la commune est exposée à un climat océanique et est dans la région climatique Nord-est du bassin Parisien, caractérisée par un ensoleillement médiocre, une pluviométrie moyenne régulièrement répartie au cours de l'année et un hiver froid (3 °C).
Pour la période 1971-2000, la température annuelle moyenne est de 10,2 °C, avec une amplitude thermique annuelle de 15 °C. Le cumul annuel moyen de précipitations est de 703 mm, avec 11,2 jours de précipitations en janvier et 9 jours en juillet. Pour la période 1991-2020, la température moyenne annuelle observée sur la station météorologique la plus proche, située sur la commune d'Estrées-Mons à 5 km à vol d'oiseau, est de 11,0 °C et le cumul annuel moyen de précipitations est de 647,5 mm,. Pour l'avenir, les paramètres climatiques de la commune estimés pour 2050 selon différents scénarios d'émission de gaz à effet de serre sont consultables sur un site dédié publié par Météo-France en novembre 2022.
| Mois                                  | jan.           | fév.             | mars           | avril           | mai           | juin          | jui.           | août           | sep.          | oct.          | nov.            | déc.           | année      |
| ------------------------------------- | -------------- | ---------------- | -------------- | --------------- | ------------- | ------------- | -------------- | -------------- | ------------- | ------------- | --------------- | -------------- | ---------- |
| Température minimale moyenne (°C)     | 1,3            | 1,4              | 3,3            | 5,1             | 8,5           | 11,2          | 13             | 13             | 10,4          | 7,8           | 4,5             | 1,9            | 6,8        |
| Température moyenne (°C)              | 3,7            | 4,3              | 7,3            | 10,1            | 13,6          | 16,4          | 18,7           | 18,6           | 15,5          | 11,6          | 7,3             | 4,3            | 11         |
| Température maximale moyenne (°C)     | 6,1            | 7,2              | 11,2           | 15,1            | 18,6          | 21,6          | 24,4           | 24,3           | 20,5          | 15,4          | 10,1            | 6,6            | 15,1       |
| Record de froid (°C) date du record   | −15,8 07.01.09 | −12,7 07.02.1991 | −10,2 13.03.13 | −3,3 21.04.1991 | −1 07.05.1997 | 1,5 05.06.12  | 4,6 11.07.1993 | 4,6 29.08.1989 | 0,7 30.09.18  | −4,8 29.10.03 | −9,1 24.11.1998 | −12,5 18.12.10 | −15,8 2009 |
| Record de chaleur (°C) date du record | 14,7 09.01.15  | 18,6 26.02.19    | 24 31.03.21    | 27 20.04.18     | 30,9 28.05.17 | 34,9 18.06.22 | 41,9 25.07.19  | 38,4 12.08.03  | 34,4 15.09.20 | 27,6 01.10.11 | 19,8 07.11.15   | 16,6 07.12.00  | 41,9 2019  |
| Précipitations (mm)                   | 49,6           | 43,8             | 45,8           | 37,1            | 58,8          | 59,8          | 56,6           | 65,2           | 51,3          | 58,2          | 57,9            | 63,4           | 647,5      |

## Urbanisme

### Typologie
Au 1er janvier 2024, Tertry est catégorisée commune rurale à habitat dispersé, selon la nouvelle grille communale de densité à sept niveaux définie par l'Insee en 2022.
Elle est située hors unité urbaine. Par ailleurs la commune fait partie de l'aire d'attraction de Péronne, dont elle est une commune de la couronne,. Cette aire, qui regroupe 52 communes, est catégorisée dans les aires de moins de 50 000 habitants,.

### Occupation des sols
L'occupation des sols de la commune, telle qu'elle ressort de la base de données européenne d'occupation biophysique des sols Corine Land Cover (CLC), est marquée par l'importance des territoires agricoles (91,7 % en 2018), une proportion identique à celle de 1990 (91,7 %). La répartition détaillée en 2018 est la suivante : 
terres arables (84,4 %), forêts (8,3 %), zones agricoles hétérogènes (7,3 %). L'évolution de l'occupation des sols de la commune et de ses infrastructures peut être observée sur les différentes représentations cartographiques du territoire : la carte de Cassini (XVIIIe siècle), la carte d'état-major (1820-1866) et les cartes ou photos aériennes de l'IGN pour la période actuelle (1950 à aujourd'hui).

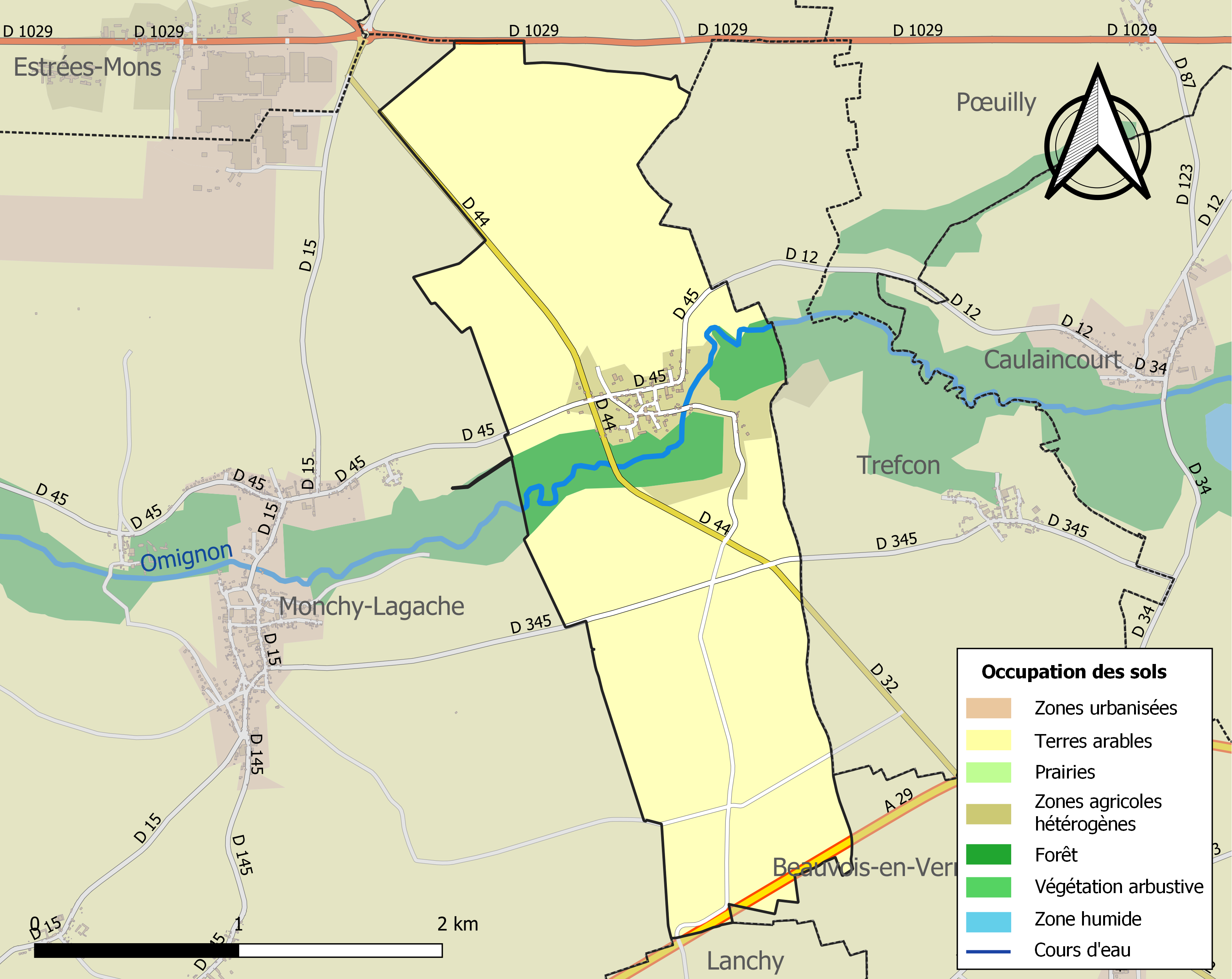
Carte des infrastructures et de l'occupation des sols de la commune en 2018 (CLC).

### Habitat
La commune présente un habitat groupé.

### Voies de communication et transports
La localité est desservie par les autocars du réseau inter-urbain Trans'80, Hauts-de-France (ligne no 51, Mesnil-Bruntel - Saint-Christ-Briost - Ham).

## Toponymie
En 1898, l'instituteur, M. Bernaville indiquait que le village avait porté le nom de Tertricium ou Testris.

## Histoire

### Moyen Âge

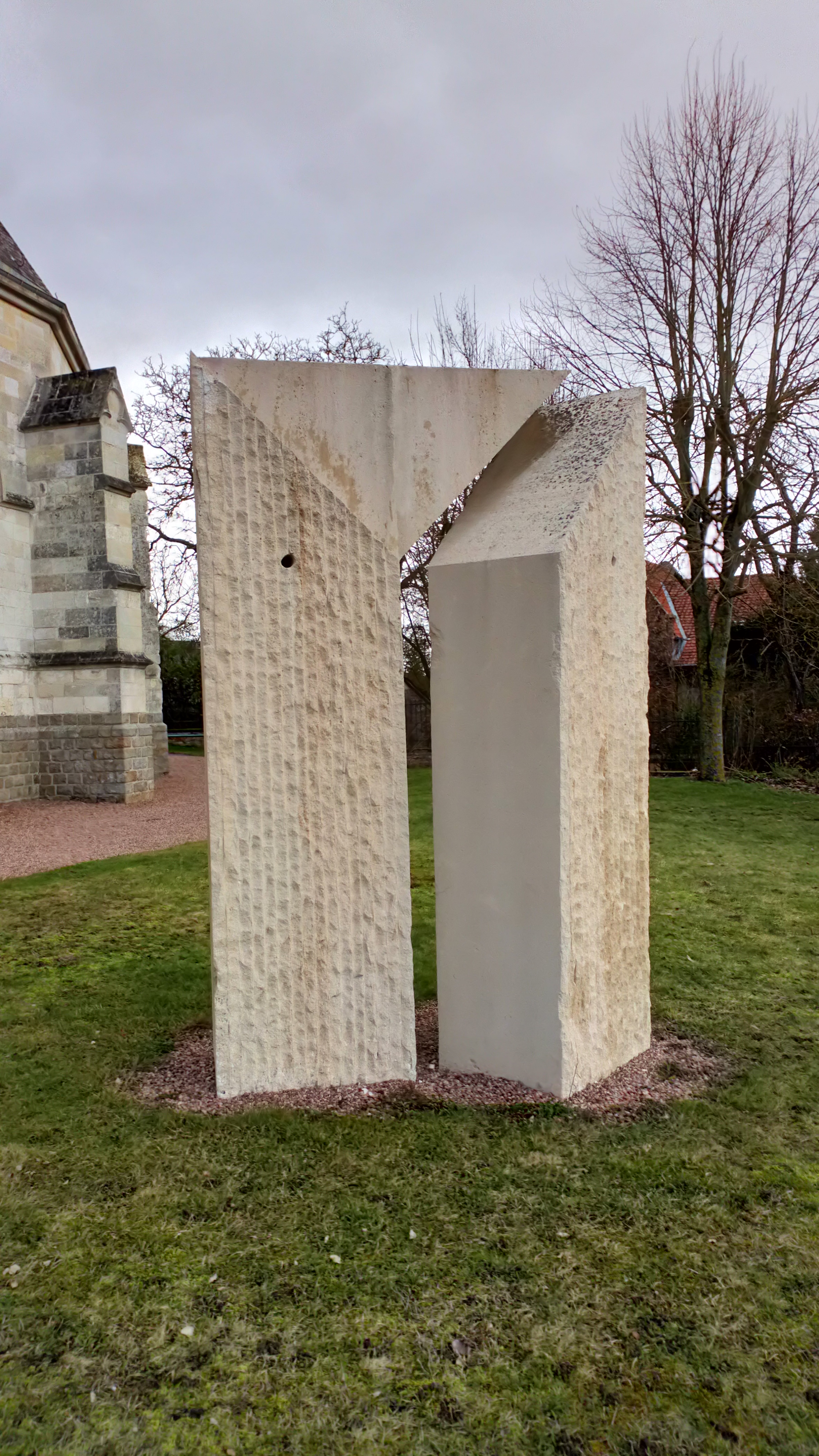
Le monument commémoratif de la bataille de Tertry (sculpteur Jacques-Victor André).

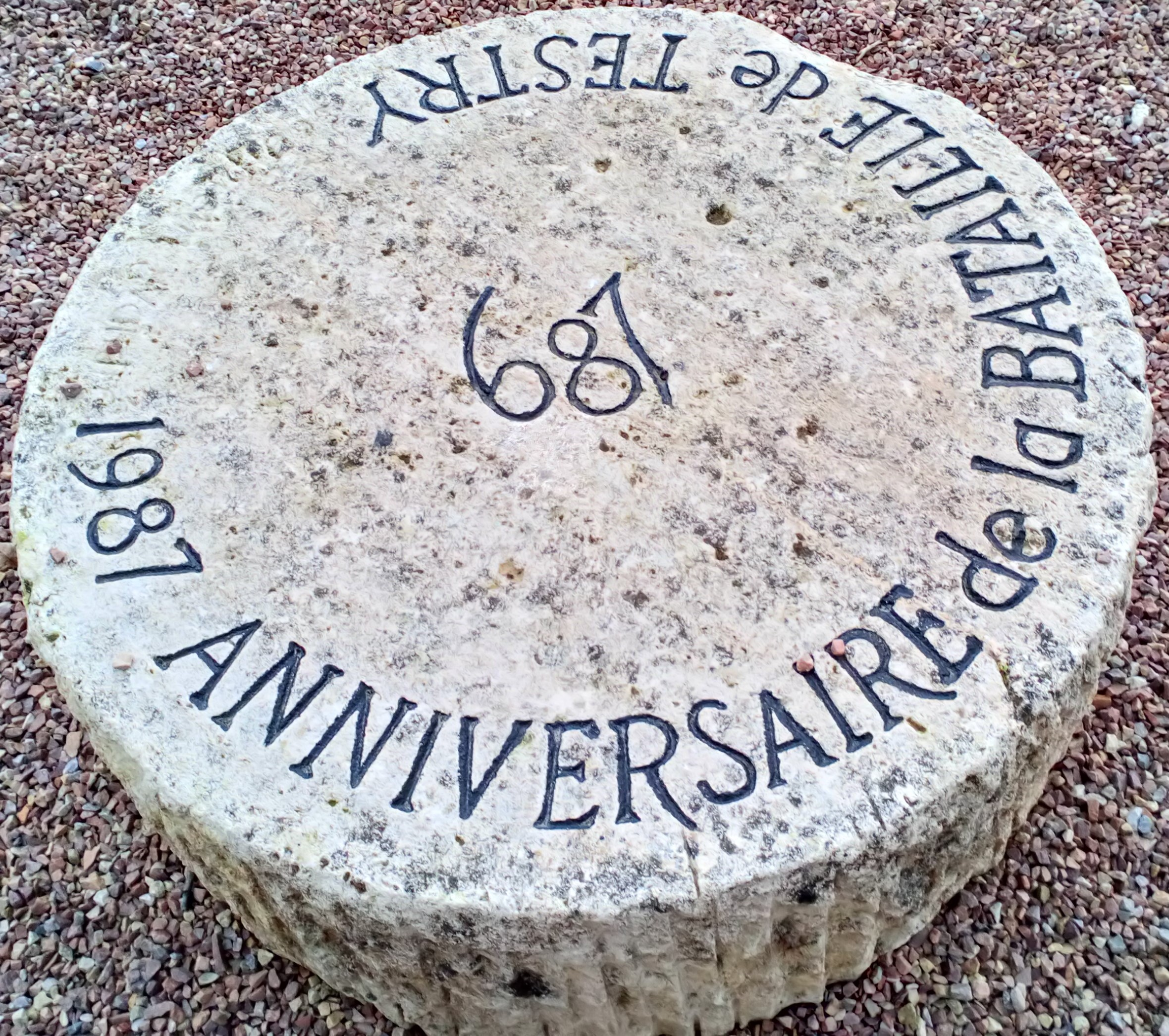
Stèle commémorative de la bataille de Tertry.

Lors de la bataille de Tertry en juin 687, Pépin de Herstal, maire du palais d'Austrasie, battit Berchaire maire du palais de Neustrie.
Un décompte de la châtellenie de Péronne de 1214 indique que le domaine de Tertry appartenait à Gilles de Marquaix, qui y reconnaît « tenir du roi Testrich, un moulin, des prés, 10 muids et 5 setiers 8 verges et demie de terre et la dîme ».
Tertry était une ancienne paroisse du doyenné d'Athies. Par un traité de 1302, l'abbé Regnault cède de nombreux droits sur Tertry à Hugues de Parando visiteur général de l'Ordre du Temple, qui y possédait déjà des biens. À la disparition de l'ordre en 1311, ces biens passent aux frères de Saint-Jean-d'Eterpigny.
Le chapitre de la basilique Saint-Quentin y avaient des possessions : en 1369, Jean Courtois, chanoine de Saint-Quentin achète "neuf muids de terre".
À la fin du XIVe siècle, le seigneur de Tertry était Grart ou Guerars de Tertrich selon un document de 1372.

### Époque moderne
À la fin du XVIIIe siècle, Tertry qui releva d'abord du comté d'Athies puis de celui de Nesle, faisait partie du marquisat de Caulaincourt. Un arrêt du Conseil du Roi du 7 septembre 1734 confirme les droits féodaux des marquis sur certaines de leurs possessions, mais leur interdit d'exiger des péages à Tertry.

### Époque contemporaine

#### Guerre de 1870, combat du 18 janvier 1871
Lors de la guerre franco-prussienne de 1870, un combat a lieu le 18 janvier 1871, veille de la bataille de Saint-Quentin, sur le territoire de la commune de Tertry, qui fit 120 blessés, recueillis dans l'école, au presbytère ou chez des habitants.

#### Économie du village à la fin du XIXe siècle
En 1898, le village comptait 8 fermes, 5 commerçants, 6 débitants[C'est-à-dire ?] et deux peintres en bâtiment. La production agricole était principalement céréalière, de production de pommes de terre et de betteraves sucrières.

Tertry avant la Première Guerre mondiale
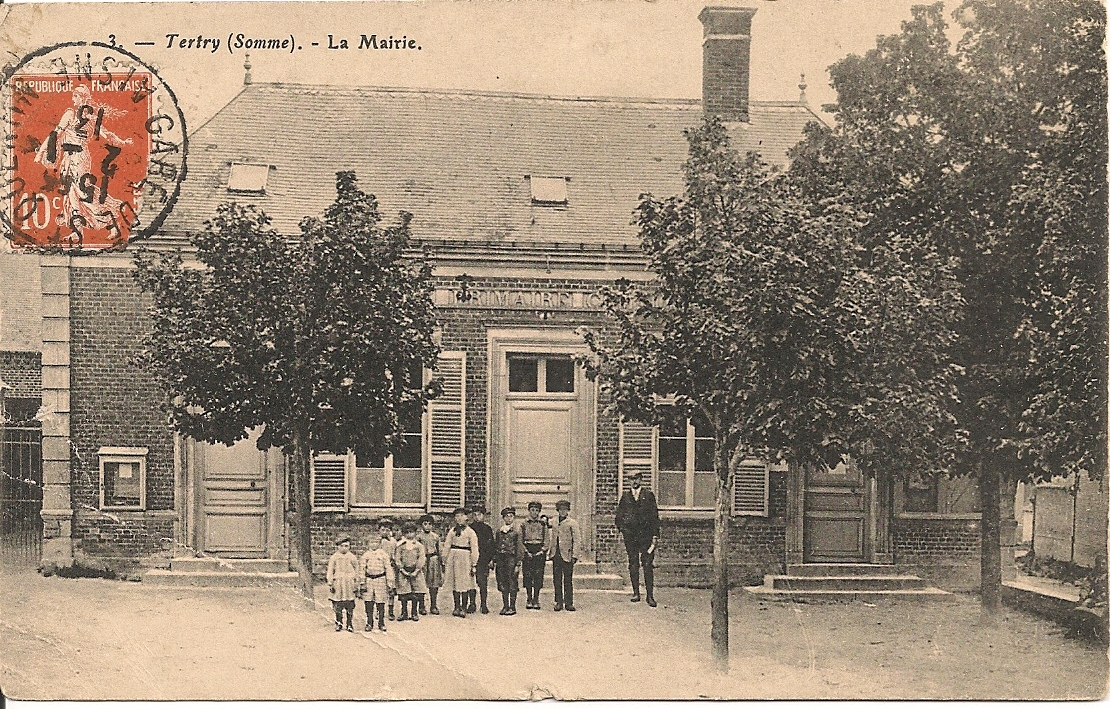
La mairie et l'école vers 1910.
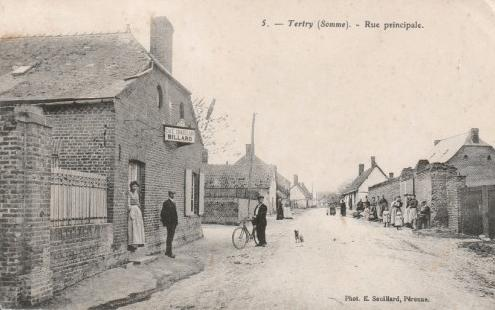
La rue principale

#### Première Guerre mondiale
Comme d'autres villages de la région, Tertry est sorti meurtri de la Grande Guerre car le village a été entièrement rasé en 1917 par les Allemands. Des 23 communes qui composaient le canton de Roisel, seules 2 ont échappé à la destruction : Vraignes-en-Vermandois et Tincourt-Boucly, qui ont servi a héberger la population évacuée des autres villages avant leur destruction.
Le 28 août 1914, soit moins d'un mois après la déclaration de guerre, l'armée française bat en retraite vers l'ouest et les Allemands arrivent à Tertry. Dès lors commença l'occupation allemande qui dura jusqu'en mars 1917. Le front se situant à une vingtaine de kilomètres à l'ouest de Péronne, l'activité des occupants consistait principalement à assurer le logement des combattants et l'approvisionnement en nourriture. Des arrêtés de la kommandantur obligeaient la population à fournir, à date fixe, sous la responsabilité du maire et du conseil municipal, sous peine de sanctions : blé, œufs, lait, viande, légumes, destinés à nourrir les soldats du front. Toutes les personnes valides devaient effectuer des travaux agricoles ou d'entretien.
"J'ai vécu sous la domination allemande à Tertry jusqu'au 6 mars dernier (1917); ce jour-là, les Allemands ont conduit toute la population à Vraignes où nous sommes restés jusqu'au jour où les Anglais nous ont enfin libérés (en septembre 1918). Quelques jours avant qu'ils ne quittent Tertry, les Allemands se sont livrés à un pillage en règle de toutes les maisons. Ils ont scié les arbres. Enfin, après nous avoir expulsés de chez nous, alors que nous étions à quelques centaines de mètres du village, ils ont détruit toutes les maisons par la mine ou l'incendie." (lire la déposition de Mme Petithomme en cliquant sur le lien ci-après). "De Tertry qui possédait une ancienne et fort belle église, il ne reste pour ainsi dire rien. Le village a été incendié".
Le village, vidé de ses habitants, reste occupé par les Allemands ; il est le théâtre de nombreux combats en mars-avril 1917. Les ruines du village sont plusieurs fois reprises par chaque camp et ce n'est qu'en septembre 1918, lors de la bataille de la ligne Hindenburg que Tertry est définitivement libéré par les britanniques.
Vu les souffrances endurées par la population pendant les quatre années d'occupation et les dégâts aux constructions, la commune s'est vu décerner la Croix de guerre 1914-1918 (France) le 27 octobre 1920.

#### La reconstruction

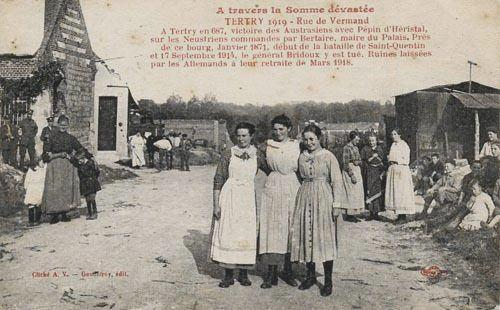
Baraquements hébergeant les habitants vers 1920.

Les habitants reviennent s'installer dans le village et alors débute une phase de reconstruction qui dure presque une décennie, menée par une coopérative de reconstruction, administrant la perception des droits de guerre. De 270 habitants avant la guerre en 1911, Tertry n'en compte plus que 197 en 1921
En 1920, des soldats anglais construisent un pont métallique pour traverser l'Omignon.

## Politique et administration

### Rattachements administratifs et électoraux
La commune se trouve dans l'arrondissement de Péronne du département de la Somme. Pour l'élection des députés, elle fait partie depuis 1958 de la cinquième circonscription de la Somme.
La commune fait partie depuis 1801 du canton de Ham. Dans le cadre du redécoupage cantonal de 2014 en France, ce canton, dont la commune fait toujours partie, est modifié, passant passe de 19 à 67 communes.

### Intercommunalité
La commune faisait partie depuis 2002 de la communauté de communes du Pays Hamois, qui succédait au district de Ham, créé en 1960.
La loi portant nouvelle organisation territoriale de la République (Loi NOTRe) du 7 août 2015, prévoyant que les établissements publics de coopération intercommunale (EPCI) à fiscalité propre doivent avoir un minimum de 15 000 habitants, le schéma départemental de coopération intercommunale (SDCI) arrêté par le préfet de la Somme le 30 mars 2016 prévoit notamment la fusion des communautés de communes du Pays Hamois et celle du Pays Neslois, afin de constituer une intercommunalité de 42 communes groupant 20 822 habitants, et précise qu'il « s'agit d'un bassin de vie cohérent dans lequel existent déjà des migrations pendulaires entre Ham et Nesle. Ainsi Ham offre des équipements culturels, scolaires et sportifs (médiathèque et auditorium de musique de grande capacité, lycée professionnel, complexe nautique), tandis que Nesle est la commune d'accueil de grandes entreprises de l'agroalimentaire ainsi que de leurs sous-traitants ».
La fusion intervient le 1er janvier 2017 et la nouvelle structure, dont la commune fait désormais partie, prend le nom de communauté de communes de l'Est de la Somme,.

### Liste des maires
| Période                                  | Période                      | Identité      | Étiquette | Qualité                                  |
| ---------------------------------------- | ---------------------------- | ------------- | --------- | ---------------------------------------- |
| Les données manquantes sont à compléter. |                              |               |           |                                          |
| 1971                                     | 2014                         | André Thirard |           |                                          |
| 2014                                     | En cours (au 8 octobre 2020) | Gérard Museux |           | Retraité Réélu pour le mandat 2020-2026, |

## Population et société

### Démographie
L'évolution du nombre d'habitants est connue à travers les recensements de la population effectués dans la commune depuis 1793. Pour les communes de moins de 10 000 habitants, une enquête de recensement portant sur toute la population est réalisée tous les cinq ans, les populations de référence des années intermédiaires étant quant à elles estimées par interpolation ou extrapolation. Pour la commune, le premier recensement exhaustif entrant dans le cadre du nouveau dispositif a été réalisé en 2008.

En 2022, la commune comptait 143 habitants, en évolution de −13,33 % par rapport à 2016 (Somme : −1,26 %, France hors Mayotte : +2,11 %).
| 1793 | 1800 | 1806 | 1821 | 1831 | 1836 | 1841 | 1846 | 1851 |
| ---- | ---- | ---- | ---- | ---- | ---- | ---- | ---- | ---- |
| 248  | 226  | 293  | 317  | 408  | 384  | 418  | 441  | 432  |

| 1856 | 1861 | 1866 | 1872 | 1876 | 1881 | 1886 | 1891 | 1896 |
| ---- | ---- | ---- | ---- | ---- | ---- | ---- | ---- | ---- |
| 407  | 416  | 407  | 388  | 388  | 367  | 355  | 367  | 368  |

| 1901 | 1906 | 1911 | 1921 | 1926 | 1931 | 1936 | 1946 | 1954 |
| ---- | ---- | ---- | ---- | ---- | ---- | ---- | ---- | ---- |
| 352  | 333  | 270  | 197  | 226  | 209  | 193  | 177  | 194  |

| 1962 | 1968 | 1975 | 1982 | 1990 | 1999 | 2006 | 2008 | 2013 |
| ---- | ---- | ---- | ---- | ---- | ---- | ---- | ---- | ---- |
| 173  | 174  | 129  | 157  | 185  | 186  | 184  | 184  | 173  |

| 2018 | 2022 | - | - | - | - | - | - | - |
| ---- | ---- | - | - | - | - | - | - | - |
| 148  | 143  | - | - | - | - | - | - | - |

Vers 1469, un dénombrement réalisé pour le comte de Bourgogne indiquait que le village comprenait 16 feux.

### Enseignement
Le village n'a plus d'école. Les enfants d'âge scolaire se rendent dans une école voisine.

### Associations de Tertry
- Longue Paume Tertry[39] ;
- Société communale de chasse[réf. nécessaire].

## Économie

### Activités économiques et de services
L'activité dominante de la commune reste l'agriculture.

## Culture locale et patrimoine

### Lieux et monuments
- Église Saint-Omer[40], reconstruite après sa destruction pendant la Première Guerre mondiale[41].
- Monument commémoratif de la bataille de Tertry, du sculpteur Jacques-Victor André, édifié en 1987, devant l'église, pour le mille trois centième anniversaire de la bataille.
- Monuments au morts de la Guerre de 1870 et de celle de  1914-1918. Il porte les noms des 16 soldats de Tertry morts durant ce conflit[42].
- le Tertry Communal Cemetery, Commonwealth Plot , cimetière militaire du Commonwealth implanté dans le cimetière communal, il abrite 15 tombes de soldats alliés

- La via Francigena qui part de Canterbury (Royaume-Uni) pour rallier Rome passe à Tertry[43],[44].

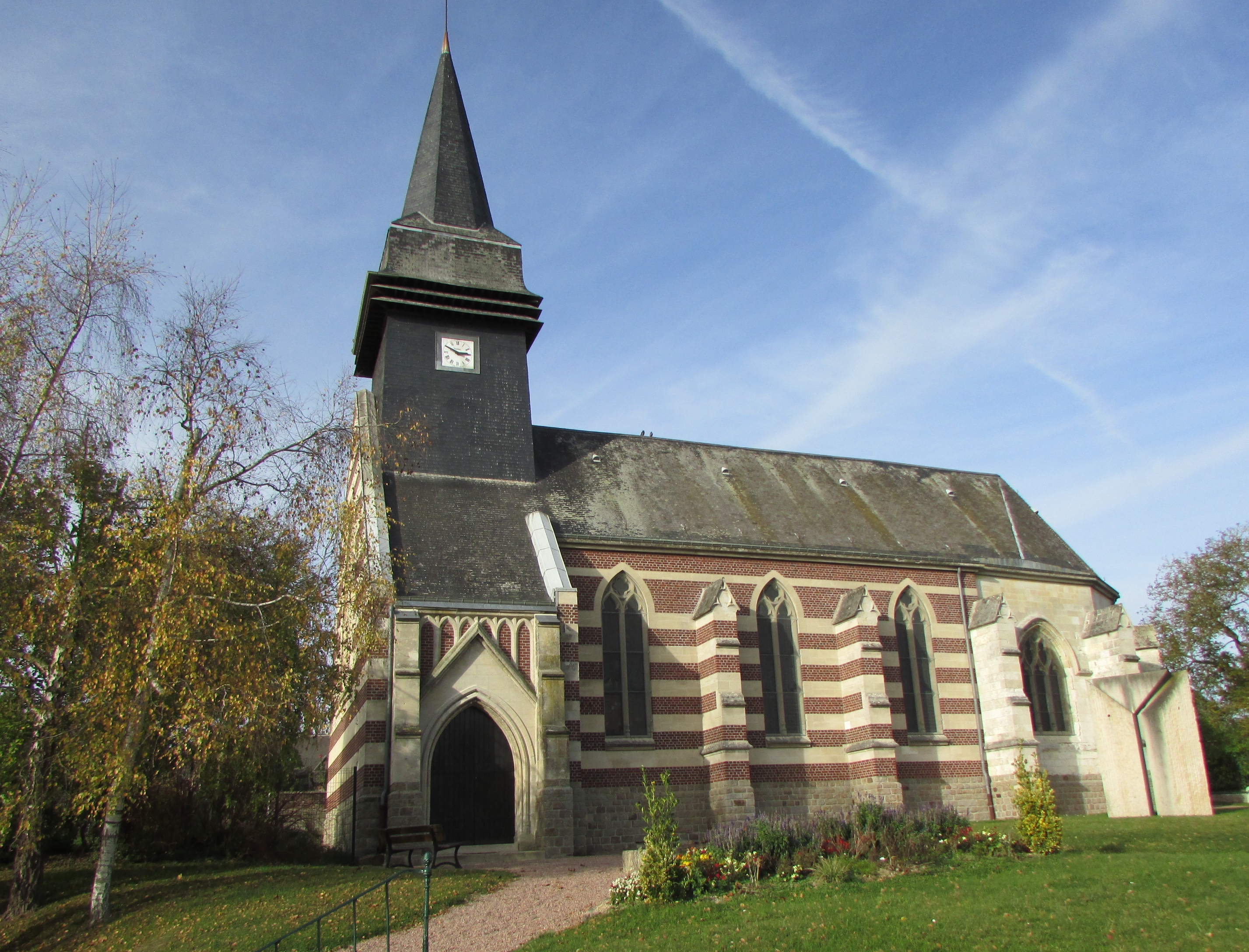
L'église Saint-Omer.
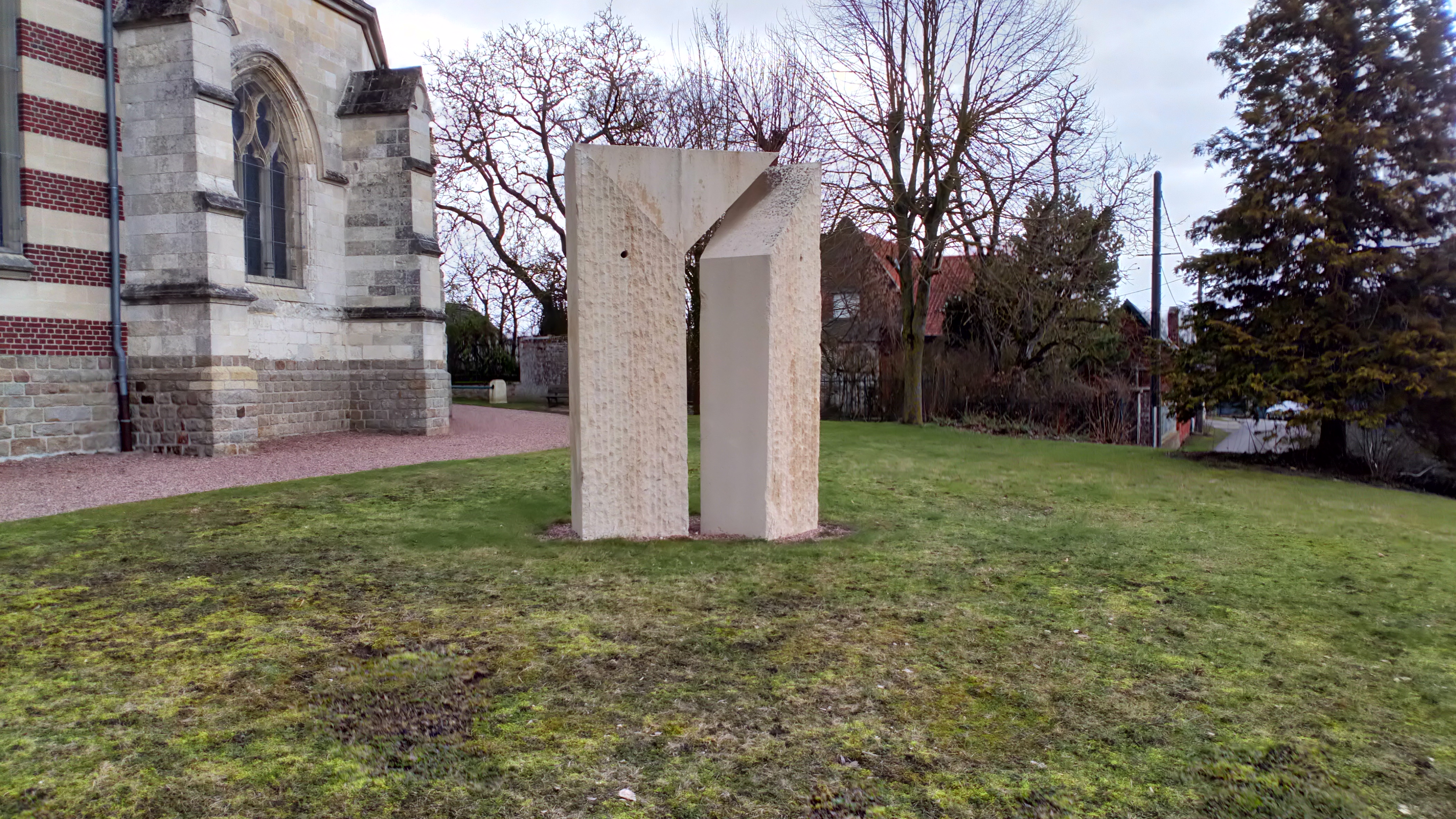
Monument commémoratif de la bataille
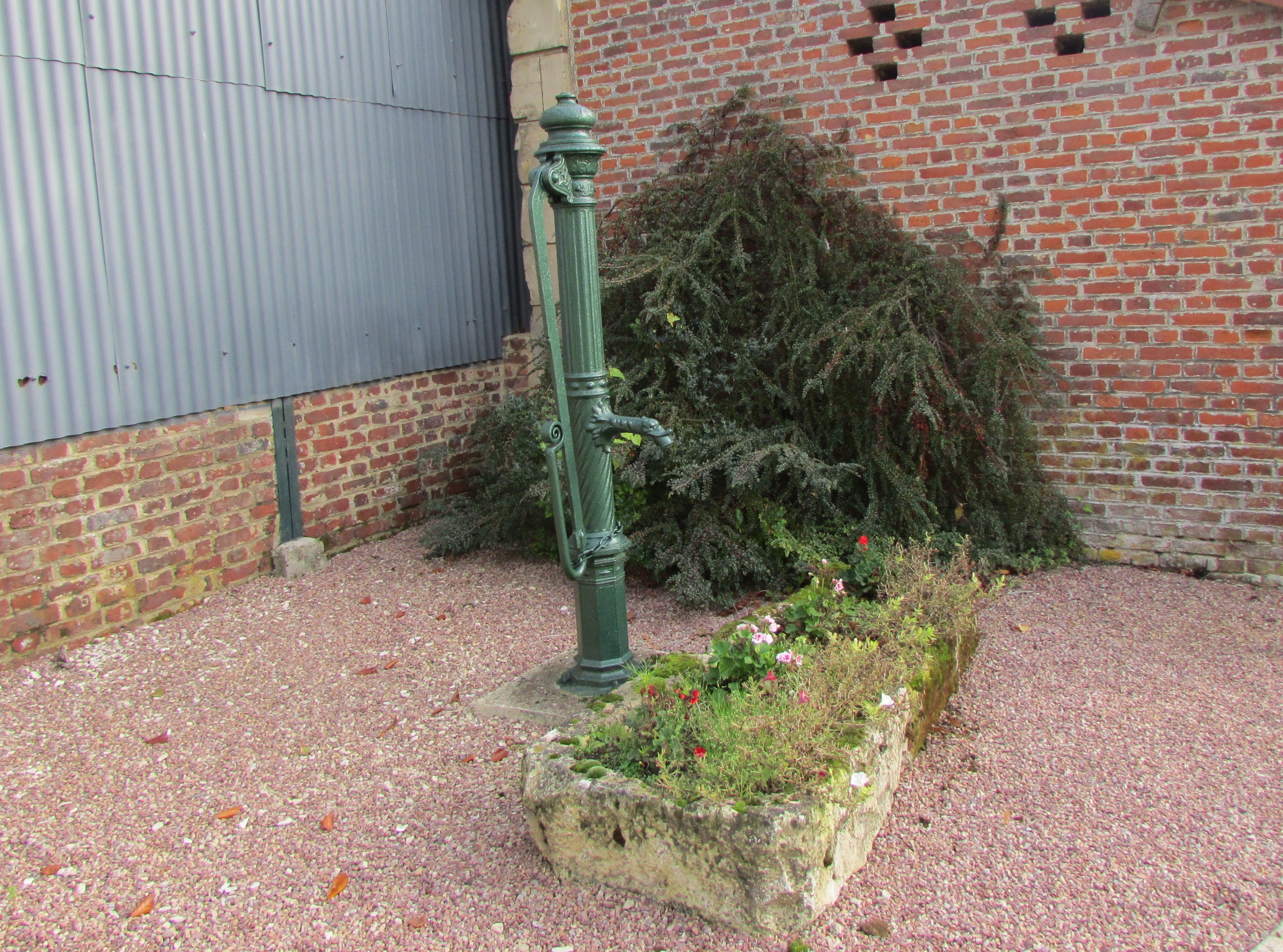
Ancienne fontaine publique.
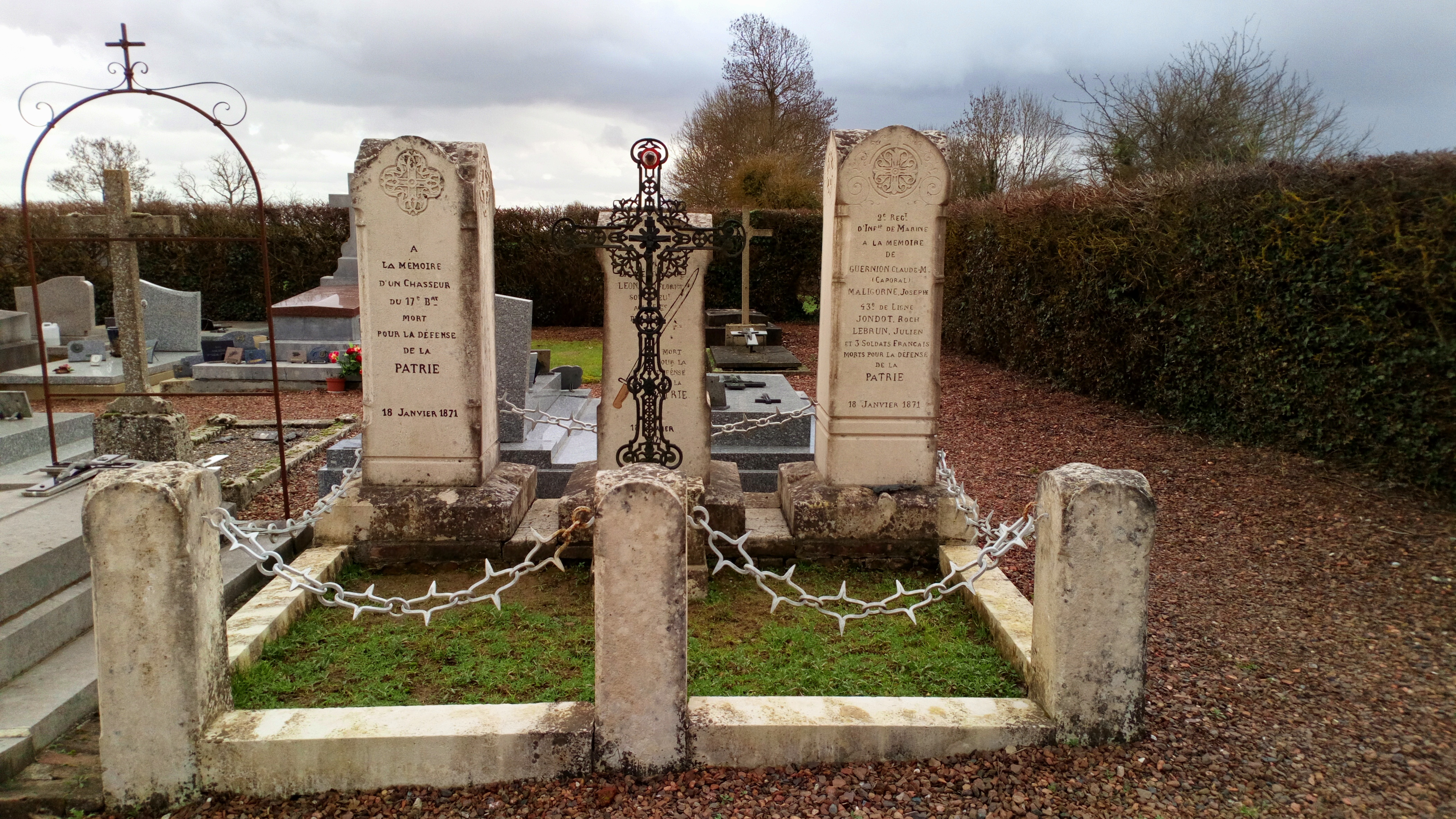
Carré militaire de la guerre de 1870, au cimetière

### Personnalités liées à la commune
- Élodie Kulik, qui a vécu une partie de son enfance dans la commune voisine de Monchy-Lagache, directrice d'une agence bancaire de Péronne âgée de 24 ans, violée et assassinée dans une zone non habitée du territoire communal de Tertry au début de l'année 2002. Cette affaire, connue sous le nom d'affaire Kulik, a défrayé la chronique judiciaire depuis le début des années 2000.